# MTV Video Music Awards 2024
La 41ª edizione degli MTV Video Music Awards si è tenuta l'11 settembre 2024, presso l'UBS Arena di Elmont, New York. L'evento è stato presentato dalla rapper statunitense Megan Thee Stallion.
La lista delle candidature è stata annunciata in parte il 6 agosto 2024 e in parte il 30 agosto 2024. Taylor Swift ha ricevuto il maggior numero di nomination (12), seguita da Post Malone (11), da Eminem (8), Ariana Grande, Megan Thee Stallion e Sabrina Carpenter (7 ciascuna).
Taylor Swift è l'artista più premiata della serata con 7 premi vinti, seguita da Post Malone con 5.

## Cerimonia

### Presentatori
Il 6 settembre 2024 sono stati annunciati i primi presentatori. Kevan Kenney, Nessa e Dometi Pongo hanno condotto i 90 minuti di pre-cerimonia. Megan Thee Stallion è stata annunciata il 22 agosto 2024 come presentatrice della cerimonia principale.

#### Pre-cerimonia
- Kevan Kenney – ha presentato Miglior video alternativo, Miglior video di tendenza e Miglior video Rock
- Nessa – ha presentato Esibizione iconica

#### Cerimonia principale
- Jordan Chiles e Flavor Flav – hanno presentato Miglior collaborazione
- Addison Rae – introduced Karol G
- Tinashe – ha annunciato i finalisti nella categoria Miglior artista esordiente, assegnando il premio durante la cerimonia
- Paris Hilton - ha presentato Lisa
- Danna e Big Sean - hanno presentato Teddy Swims e l'Extended Play Stage
- Cyndi Lauper - ha presentato Sabrina Carpenter
- French Montana e Amelia Dimoldenberg - hanno presentato Anitta, Fat Joe e DJ Khaled
- Orlando Bloom - ha presentato Katy Perry e il Michael Jackson Video Vanguard Award
- Sasha Colby – ha presentato Chappell Roan
- Halle Bailey e Lil Nas X – hanno presentato Miglior video afrobeat
- Fat Joe e DJ Khaled - hanno presentato Megan Thee Stallion
- Damiano David – ha presentato Benson Boone
- Miranda Lambert - ha presentato Canzone dell'anno
- Alessandra Ambrosio - ha presentato Rauw Alejandro
- Naomi Scott - ha presentato Jessie Murph all'Extended Play Stage
- Carson Daly - ha presentato Miglior video K-pop
- Suki Waterhouse - ha presentato Lenny Kravitz
- Megan Thee Stallion - ha presentato GloRilla
- Thalía - ha presentato Miglior video latino
- Busta Rhymes - ha presentato LL Cool J e l'esibizione Def Jam 40th Anniversary
- Megan Thee Stallion - ha presentato Video dell'anno

## Esibizioni
Pre-cerimonia
L'esibizione della girl group sudcoreana Le Sserafim alla pre-cerimonia degli MTV Video Music Awards 2024 è stata annunciata il 6 settembre 2024.
- Le Sserafim – 1-800-Hot-N-Fun / Crazy[9]

 Cerimonia principale 
- Eminem – Houdini / Somebody Save Me (con Jelly Roll)[14]
- Karol G – Si Antes Te Hubiera Conocido[15]
- Lisa – New Woman / Rockstar[16]
- Shawn Mendes – Nobody Knows[17]
- Sabrina Carpenter – Please Please Please / Taste / Espresso[18]
- Anitta – Paradise (con Fat Joe & DJ Khaled) / Alegría (con Tiago PZK) / Savage Funk[19]
- Katy Perry – Vanguard Video Medley: Dark Horse / E.T. / I'm His, He's Mine (con Doechii) / California Gurls / Teenage Dream / I Kissed a Girl / Firework / Lifetimes[20]
- Chappell Roan – Good Luck, Babe![21]
- Megan Thee Stallion – Boa / Miami Blue / B.A.S. / Rattle / Hiss / Mamushi (con Yuki Chiba)[22]
- Benson Boone – Beautiful Things[23]
- Rauw Alejandro – Touching the Sky / Diluvio / Déjame Entrar[24]
- Halsey – Ego (con Victoria De Angelis)[25]
- Lenny Kravitz – Are You Gonna Go My Way / Human / Fly (con Quavo)[26]
- Camila Cabello – June Gloom / Godspeed[27]
- GloRilla – Yeah Glo! / TGIF[28]
- LL Cool J – Def Jam 40th Anniversary Medley: Headsprung / Bring the Noise (con Chuck D e Flavor Flav) / Mama Said Knock You Out / Rock the Bells / Around the Way Girl / Goin’ Back to Cali / Passion / Proclivities / Doin’ It[29]

 Extended Play Stage
- Teddy Swims – Lose Control / The Door / Stay[30]
- Jessie Murph – Wild Ones / I Hope It Hurts / Killing Me Softly With His Song[30]

## Vincitori e candidature
In grassetto sono evidenziati i vincitori.

### Premi del pubblico

#### Video dell'anno
- Taylor Swift featuring Post Malone – Fortnight
- Ariana Grande – We Can't Be Friends (Wait for Your Love)
- Billie Eilish – Lunch
- Doja Cat – Paint the Town Red
- Eminem – Houdini
- SZA – Snooze

#### Artista dell'anno
- Taylor Swift
- Ariana Grande
- Bad Bunny
- Eminem
- Sabrina Carpenter
- SZA

#### Canzone dell'anno
- Sabrina Carpenter – Espresso
- Beyoncé – Texas Hold 'Em
- Jack Harlow – Lovin on Me
- Kendrick Lamar – Not like Us
- Taylor Swift featuring Post Malone – Fortnight
- Teddy Swims – Lose Control

#### Gruppo musicale dell'anno
- Seventeen
- Coldplay
- Imagine Dragons
- NCT Dream
- NewJeans
- NSYNC
- TXT
- Twenty One Pilots

#### Miglior artista esordiente
- Chappell Roan
- Benson Boone
- Gracie Abrams
- Shaboozey
- Teddy Swims
- Tyla

#### Esibizione Push dell'anno
- Giugno 2024: Le Sserafim – Easy
- Agosto 2023: Kaliii – Area Codes
- Settembre 2023: GloRilla – Lick or Sum
- Ottobre 2023: Benson Boone – In the Stars
- Novembre 2023: Coco Jones – ICU
- Dicembre 2023: Victoria Monét – On My Mama
- Gennaio 2024: Jessie Murph – Wild Ones
- Febbraio 2024: Teddy Swims – Lose Control
- Marzo 2024: Chappell Roan – Red Wine Supernova
- Aprile 2024: Flyana Boss – Yeaaa
- Maggio 2024: Laufey – Goddess
- Luglio 2024: The Warning – Automatic Sun

#### Miglior collaborazione
- Taylor Swift featuring Post Malone – Fortnight
- Drake featuring Sexyy Red e SZA – Rich Baby Daddy
- GloRilla and Megan Thee Stallion – Wanna Be
- Jessie Murph featuring Jelly Roll – Wild Ones
- Jung Kook featuring Latto – Seven
- Post Malone featuring Morgan Wallen – I Had Some Help

#### Miglior video pop
- Taylor Swift
- Camila Cabello
- Dua Lipa
- Olivia Rodrigo
- Sabrina Carpenter
- Tate McRae

#### Miglior video hip-hop
- Eminem – Houdini
- Drake featuring Sexyy Red e SZA – Rich Baby Daddy
- GloRilla – Yeah Glo!
- Gunna – FukUMean
- Megan Thee Stallion – Boa
- Travis Scott featuring Playboi Carti – Fe!n

#### Miglior video R&B
- SZA – Snooze
- Alicia Keys – Lifeline
- Muni Long – Made for Me
- Tyla – Water
- Usher, Summer Walker e 21 Savage – Good Good
- Victoria Monét – On My Mama

#### Miglior video K-pop
- Lisa – Rockstar
- Jung Kook featuring Latto – Seven
- NCT Dream – Smoothie
- NewJeans – Super Shy
- Stray Kids – Lalalala
- TXT – Deja Vu

#### Miglior video alternativo
- Benson Boone – Beautiful Things
- Bleachers – Tiny Moves
- Hozier – Too Sweet
- Imagine Dragons – Eyes Closed
- Linkin Park – Friendly Fire
- Teddy Swims – Lose Control (Live)

#### Miglior video rock
- Lenny Kravitz – Human
- Bon Jovi – Legendary
- Coldplay – Feels like I'm Falling in Love
- Green Day – Dilemma
- Kings of Leon – Mustang
- U2 – Atomic City

#### Miglior video latino
- Anitta – Mil veces
- Bad Bunny – Monaco
- Karol G – Mi ex tenía razón
- Myke Towers – Lala
- Peso Pluma e Anitta – Bellakeo
- Rauw Alejandro – Touching the Sky
- Shakira e Cardi B – Puntería

#### Miglior video afrobeat
- Tyla – Water
- Ayra Starr featuring Giveon – Last Heartbreak Song
- Burna Boy – City Boys
- Chris Brown featuring Davido e Lojay – Sensational
- Tems – Love Me JeJe
- Usher e Pheelz – Ruin

#### Miglior video con un messaggio sociale
- Billie Eilish – What Was I Made For?
- Alexander Stewart – If You Only Knew
- Coldplay – Feels like I'm Falling in Love
- Joyner Lucas e Jelly Roll – Best for Me
- Raye – Genesis
- Tyler Childers – In Your Love

#### Canzone dell'estate
- Taylor Swift featuring Post Malone – Fortnight
- Ariana Grande – We Can't Be Friends (Wait for Your Love)
- Benson Boone – Beautiful Things
- Billie Eilish – Birds of a Feather
- Chappell Roan – Good Luck, Babe!
- Charli XCX featuring Billie Eilish – Guess
- Eminem – Houdini
- Future, Metro Boomin e Kendrick Lamar – Like That
- GloRilla e Megan Thee Stallion – Wanna Be
- Hozier – Too Sweet
- Kendrick Lamar – Not like Us
- Post Malone featuring Morgan Wallen – I Had Some Help
- Sabrina Carpenter – Please Please Please
- Shaboozey – A Bar Song (Tipsy)
- SZA – Saturn
- Tommy Richman – Million Dollar Baby

#### Miglior video di tendenza
- Megan Thee Stallion featuring Yuki Chiba – Mamushi
- Beyoncé – Texas Hold 'Em
- Camila Cabello featuring Playboi Carti – I Luv It
- Chappell Roan – Hot to Go!
- Charli XCX – Apple
- Tinashe – Nasty

#### Esibizione iconica
- Katy Perry – Roar (2013, live from Empire-Fulton Ferry Park)
- Beyoncé – Love on Top (2011)
- Britney Spears, Christina Aguilera, Madonna e Missy Elliott – Like a Virgin e Hollywood (2003)
- Eminem – The Real Slim Shady e The Way I Am (2000)
- Lady Gaga – Paparazzi (2009)
- Madonna – Like a Virgin (1984)
- Taylor Swift – You Belong con Me (2009)

### Premi tecnici

#### Migliori effetti speciali
- Eminem – Houdini (Effetti speciali: Synapse Virtual Production, Louise Lee, Rich Lee, Metaphysic e Flawless Post)
- Ariana Grande – The Boy Is Mine (Effetti speciali: Digital Axis)
- Justin Timberlake – Selfish (Effetti speciali: Max Colt e FRENDER)
- Megan Thee Stallion – Boa (Effetti speciali: Mathematic)
- Olivia Rodrigo – Get Him Back! (Effetti speciali: Uppercut, John Geehreng, Steve Cokonis, Mitch Gardiner, Chelsea Pistono, John Ashby, Alice Cen, Ernie Armitage, Georgina Poushkine, Cooper Vacheron, Preston Mohr, Karen Arakelian e Justin Johnson)
- Taylor Swift featuring Post Malone – Fortnight (Effetti speciali: Parliament)

#### Miglior montaggio
- Taylor Swift featuring Post Malone – Fortnight (Montatore: Chancler Haynes)
- Anitta – Mil Veces (Montatore: Nick Yumul)
- Ariana Grande – We Can't Be Friends (Wait for Your Love) – (Montatore: Luis Caraza Peimbert)
- Eminem – Houdini (Montatore: David Checel)
- Lisa – Rockstar  (Montatore: Nik Kohler)
- Sabrina Carpenter – Espresso (Montatore: Jai Shukla)

#### Miglior regia
- Taylor Swift featuring Post Malone – Fortnight (Regista: Taylor Swift)
- Ariana Grande – We Can't Be Friends (Wait for Your Love) (Regista: Christian Breslauer)
- Bleachers – Tiny Moves (Regista: Alex Lockett e Margaret Qualley)
- Eminem – Houdini (Regista: Rich Lee)
- Megan Thee Stallion – Boa (Regista: Daniel Iglesias Jr.)
- Sabrina Carpenter – Please Please Please (Regista: Bardia Zeinali)

#### Migliore direzione artistica
- Megan Thee Stallion – Boa (Direttore artistico: Brittany Porter)
- Charli XCX – 360 (Direttore artistico: Grace Surnow)
- Lisa – Rockstar (Direttore artistico: Pongsan Thawatwichian)
- Olivia Rodrigo – Bad Idea Right? (Direttore artistico: Nicholas des Jardins)
- Sabrina Carpenter – Please Please Please (Direttore artistico: Nicholas des Jardins)
- Taylor Swift featuring Post Malone – Fortnight (Direttore artistico: Ethan Tobman)

#### Miglior coreografia
- Dua Lipa – Houdini (Coreografo: Charm La'Donna)
- Bleachers – Tiny Moves (Coreografo: Margaret Qualley)
- Lisa – Rockstar (Coreografo: Sean Bankhead)
- Rauw Alejandro – Touching the Sky (Coreografo: Felix 'Fefe' Burgos)
- Tate McRae – Greedy (Coreografo: Sean Bankhead)
- Troye Sivan – Rush (Coreografo: Sérgio Reis)

#### Miglior fotografia
- Ariana Grande – We Can't Be Friends (Wait for Your Love) – (Direttore della fotografia: Anatol Trofimov)
- Charli XCX – Von Dutch (Direttore della fotografia: Jeff Bierman)
- Dua Lipa – Illusion (Direttore della fotografia: Nikita Kuzmenko)
- Olivia Rodrigo – Obsessed (Direttore della fotografia: Marz Miller)
- Rauw Alejandro – Touching the Sky (Direttore della fotografia: Camilo Monsalve)
- Taylor Swift featuring Post Malone – Fortnight (Direttore della fotografia: Rodrigo Prieto)

### Premi speciali

#### Michael Jackson Video Vanguard Award
- Katy Perry